# Мустафина, Светлана Анатольевна
Светла́на Анато́льевна Муста́фина (8 апреля 1967, Татищево, Саратовская область, РСФСР, СССР) — советский и российский математик.

## Биография
Родилась 8 апреля 1967 года в посёлке городского типа Татищево Саратовской области РСФСР СССР.
В 1989 году окончила Башкирский государственный университет, до 1990 года работала там же.
С 1993 года — преподаватель Стерлитамакского педагогического института (в 2004—2012 годах — Стерлитамакской государственной педагогической академии имени З. Биишевой; с 2012 года — Стерлитамакского филиала Башкирского государственного университета).
С 2008 года — заведующая кафедрой информатики и математики, с 2009-го — математического моделирования, а с 2011 года — декан физико-математического факультета Стерлитамакского филиала Башкирского государственного университета.
С 2007 года — доктор физико-математических наук, с 2008-го — профессор.

## Научная деятельность
Научные исследования Мустафиной посвящены математическому моделированию химических процессов, процессов, протекающих в реакторах, программированию. Разработки внедрены в производство закрытым акционерным обществом «Каучук», Ишимбайским нефтяным колледжем и прочими организациями.
Является автором 27 изобретений и более чем 320 научных трудов, среди которых:
- Мустафина, С. А. Моделирование реакций промышленного катализа и определение оптимальных условий их проведения. — Уфа, 2006;
- Мустафина, С. А. Теоретико-графовые методы редукции сложных кинетических схем. — Уфа, 2013 (в качестве соавтора).